# Occhi spenti
Occhi spenti (Les Yeux qui meurent) è un cortometraggio muto del 1912 diretto da Louis Feuillade.

## Produzione
Il film - un cortometraggio a una bobina - fu prodotto dalla Société des Etablissements L. Gaumont.

## Distribuzione
Distribuito dalla Société des Etablissements L. Gaumont, uscì nelle sale cinematografiche francesi nel 1912.